# Donner (informatica)
I computer Donner sono dei computer analogici, di seconda generazione, la cui produzione iniziò nel 1954 ad opera della Donner Scientific Company. Ne furono prodotti vari modelli che, a seconda della complessità e dell'ingombro, venivano utilizzati per scopi scientifici, ingegneristici e anche educativi.

## Storia
La Donner Scientific Company era un'azienda americana produttrice di computer analogici. Fu fondata nel 1953 a Berkeley, in California, da William Rosenberry. Nel 1954, l'azienda si trasferì a Concord, sempre in California, dove iniziò a produrre il suo primo computer analogico, il Donner 30, vendendone 600 unità tra il 1954 e il 1960.
Il 31 marzo del 1960, la Donner Scientific Company fa una fusione con la Systron Corp. divenendo così la Systron Donner Corp.
Nel 1965 il fatturato fu di 10.000.000 di $ impiegando poco più di 400 persone. Oltre ai computer venivano prodotti anche vari tipi di strumenti elettronici per aerei militari. Nello stesso anno iniziò lo sviluppo e la progettazione della nuova serie SD 10/20 e SD 40/80, completamente realizzata a transistor. Il progetto fu affidato ad un certo Dick Dunlop, all'epoca Product Designer nella sezione di strumentazione elettronica dell'azienda. Dick iniziò a lavorare prima sulla serie SD 40/80 e ben presto si rese conto che i due computer, completi di accessori ed espansioni varie, arrivavano ad un prezzo che oscillava fra i 30-60.000 dollari. questo prezzo avrebbe portato le due macchine al di là della portata delle piccole imprese e delle università. Da una sua indagine di mercato sapeva che c'erano tanti piccoli clienti con una domanda di circa 10.000 $. Aveva stimato una vendita di circa 20-30 unità al mese a quel prezzo, di conseguenza iniziò a lavorare parallelamente su altri due modelli denominati serie SD 10/20. Tali computer sarebbero stati alla portata della maggior parte delle Università (per l'insegnamento e per la ricerca), di laboratori di ingegneria più piccoli e di molti centri medici (per la ricerca medica e la diagnosi). Il 1º luglio iniziò la costruzione del primo prototipo della serie SD 10/20 e in tempi record, dal 24 a 27 agosto fu presentato ed esposto alla Western Electronic Show and Convention. A causa del poco tempo a disposizione, se pure il computer sembrava completo, Il prototipo in realtà non era ancora del tutto soddisfacente nei dettagli. Effettivamente durante la mostra vennero definiti molti altri dettagli e Dick, con l'aiuto di collaboratori, disegnatori e ingegneri, ultimò il progetto definitivo da cui sarebbe iniziata la produzione che difatti iniziò a novembre con la realizzazione del primo Lotto di 40 unità.
La Systron Donner oggi è una grande impresa ancora in attività, specializzata in sistemi di precisione per l'industria aerospaziale e militare.

## Computer prodotti

### Modello Donner 30
È stato il primo modello di computer analogico prodotto dalla Donner e ne furono venduti 600 unità fra il 1954 e il 1960. Si trattava di un computer a valvole termoioniche, oggi famoso perché fu utilizzato da William Higinbotham, un fisico statunitense che nel 1958, per intrattenere i visitatori e gli studenti al Brookhaven National Laboratory, lo utilizzò per creare uno dei primi videogiochi, Tennis for Two.
Come suggerisce il nome Il computer analogico risolve problemi per analogia elettrica. Il programma veniva ideato in modo che le equazioni elettriche erano della stessa forma matematica delle equazioni relative al sistema fisico da studiare. Le variabili dipendenti dal tempo venivano rappresentate da tensioni; gli amplificatori venivano utilizzati per eseguire le operazioni sommando o integrando diverse tensioni fra loro. In questo modo, con l'uso corretto di fattori di scala, le soluzioni di equazioni differenziali potevano essere registrate su un registratori x-y o visualizzate su di un oscilloscopio. Dopo che un problema veniva impostato sul computer, gli effetti di vari parametri potevano essere studiati semplicemente regolando i valori iniziali di tensioni, i coefficienti dei potenziometri o i valori delle resistenze e condensatori. La modifica del valore di un parametro richiedeva pochi secondi permettendo così un elevato grado di versatilità nella soluzione di equazioni differenziali.
Il modello 30 conteneva dieci amplificatori DC, ad alto guadagno con un gain medio su tutta la gamma maggiore di 10 4. La tensione di uscita aveva un intervallo di + / - 100 volt con correnti di carico fino a ± 5 mA. Il computer era dotato di connettori ed elementi resistivi e capacitivi di precisione con una tolleranza del + / - 1 %. Vi erano inoltre cinque alimentatori per impostare le condizioni iniziali, con una tensione d'uscita fino a 100 volt con un 5 ma di carico. Il computer era dotato di un interruttore '' hold- Operate " per consentire l'interruzione della soluzione per brevi periodi di tempo.
Al computer base potevano essere associati i seguenti moduli:
- Modello 30-6 - Problemi Boards
- Modello 30 - Precision Potentiometer Boards

### Modello SD 3000
Veniva utilizzato per la soluzione di equazioni differenziali lineare (in alcuni casi particolari anche non lineare) e funzioni di trasferimento. Conteneva dieci amplificatori operazionali DC, uno dei quali poteva essere utilizzato per addizioni, sottrazioni, moltiplicazioni, divisioni, cambiamenti di segno o l'integrazioni. I problemi espressi dalle equazioni differenziali venivano descritti in termini di componenti elettrici su una Problem Board staccabile. La stabilità e la precisione erano soddisfacenti per tempi di soluzione del problema fino a 100 secondi o più, i quali potevano essere registrati su appositi registratori x-y.
Al computer base potevano essere montati i seguenti moduli:
- Modello 3730 - Function Multiplier
- Modello 3750 - Function Generator

### Modello SD 3100
Fu introdotto nel 1958 era un computer fisso, a valvole termoioniche, in una struttura a scrivania. Era caratterizzato da 30 amplificatori, 40 potenziometri e una Problem Board.

### Modello SD 3300
Fu realizzato nel 1968 e si trattava di un computer analogico a scopo educativo presente nei laboratori di molte università. Veniva quindi utilizzato a scopo dimostrativo per facilitare la soluzione di problemi più o meno complessi della Fisica e della Matematica. Vantava, almeno per l'epoca, grandi funzionalità.
L'insegnante illustrava alla lavagna lo schema del problema e il relativo programma del computer. Lo studente doveva solo capire le relazioni base fra le variabili fisiche e le costanti. Il computer eseguiva soluzione del programma che descriveva il sistema studiato. I risultati potevano essere osservati sul voltmetro incorporato, un oscilloscopio, o un registratore X-Y. In questo modo lo studente acquisiva immediatamente l'attitudine, per la ricerca di una soluzione ottimale, grazie alla possibilità di variare i parametri del problema sul computer e osservarne i cambiamenti corrispondenti.
Per il modello SD 3300 i moduli a scelta per una configurazione personalizzata erano i seguenti:
- Modello 3360 - Problem Board
- Modello 3310 - Dual Operational Amplifier
- Modello 3375 - Pot Group—five 10-turn, wire-wound pots with lockable counting dials
- Modello 3376 - Pot Group—five 10-turn, wire-wound pots with plain locking knobs
- Modello 3732P - Quarter Square Electronic Multiplier
- Modello 3351 - Variable Diode Function Generator

### Modello SD 3500
Il Modello 3500, introdotto nel 1960, era un computer analogico portatile. Pesava appena 12,70 kg ed aveva due maniglie in cuoio per facilitarne il trasporto. La sua configurazione era flessibie e poteva anche essere montato anche in armadi rack. Fu progettato per l'utilizzo da parte di scienziati, ingegneri e insegnanti che avevano la necessità di spostare il computer da un luogo ad un altro. Poteva essere usato per studiare qualsiasi sistema fisico descrivibile da equazioni differenziali. L'utilizzo in classe, ad uso educativo, era conveniente perché aveva due Problem Board staccabili, ogn'una delle quali controllava in modo del tutto indipendente la metà del computer. In questo modo era possibile creare due gruppi di studenti che condividevano il calcolatore senza che i loro progetti interferissero fra di loro.
La complessità di un problema poteva essere gestito da un determinato numero di amplificatori, circuiti di condizione iniziale, potenziometri per impostare coefficienti ed altri accessori lineari disponibili. Il modello base 3500 comprendva 10 amplificatori e 5 circuiti per impostare le condizioni iniziali. Erano inclusi cinque potenziometri che potevano essere utilizzati per l'impostazione di coefficienti o la creazione di circostanze iniziali. Altri potenziometri supplementari potevano essere aggiunti, in gruppi di otto, montati su delle apposite strisce. Con la configurazione base il Modello 3500 aveva sufficiente capacità per risolvere un'equazione differenziale del 5 ° ordine con condizioni iniziali, o un'equazione differenziale del 7 ° ordine in cui almeno due delle condizioni iniziali erano zero. Funzioni di trasferimento di ordine superiore potevano essere simulate. Le equazioni di Laplace del 9º grado erano facilmente programmabili sulla Problem Board.
La configurazione base di questo modello veniva venduta per soli 1.850 $ (variabile a seconda della configurazione), attribuendogli un ottimo rapporto qualità-prezzo.
Il modello SD 3500 poteva essere configurato con i seguenti moduli a scelta:
- Modello 3530 - Problem Boards
- Modello 3103 - Dual Amplifiers
- Modello 3570 - Potentiometer Strip (8 single turn potentiometers)
- Modello 3571 - Potentiometer Strip (8 ten turn potentiometers)

### Serie SD 10/20
La serie, prodotta ne 1965, fu progettata per la massima capacità di problem-solving in un piccolo ed espandibile computer analogico. I calcolatori della serie SD 10/20 furono fra i primi veri computer a transistor portatili, funzionanti in un intervallo di calcolo di ± 100 v. Tali computer riuscivano a soddisfare le esigenze di medici, ingegneri ed insegnanti. Si ebbe così l'opportunità di portare nei laboratori di ingegneria, in aula, e nelle strutture di ricerca, un piccolo computer portatile, che utilizzava lo stesso potente approccio di grandi computer, nella soluzione di problemi nell'ambito della computazione analogica.
I computer base della serie partivano da un prezzo di listino di 3.000 $ che, a seconda della configurazione, potevano salire fino a 10.000 $.
La serie SD 10/20 poteva essere completata con i seguenti moduli a scelta:
- GRUPPO POTENZIOMETRI:
  - modello 3374 - Pot pgroup, 6 ten-turn wire-wound pots with counting dials
- GENERATORI DI FUNZIONE:
  - modello 3351 - Variable Diode Function Generator card
- MODULI DI CALCOLO:
  - modello 3310 - Dual Amplifier (spare card)
  - modello 3320 - Dual Integrator Amplifier
  - modello 3321 - Dual Summer Amplifier
  - modello 3322 - Dual Inverter Amplifier and Dual Operational Relay
  - modello 3323 - Dual Inverter Amplifier and Dual Electronic Multiplier
  - modello 3324 - Dual Inverter Amplifier and Quad Electronic Switch
  - modello 3325 - Quad Summer
  - modello 3329 - Quad Integrator, Dual Multiplier & Comparator
- MODULI DI CONTROLLO DIGITALI:
  - modello 3326 - Flip-Flops
  - modello 3327 - Logic Gates
  - modello 3328 - Time/Event Control
- ACCESSORI VARI:
  - Removable Problem Board
  - Patch Cord and Shunt Plug Assortment (200 items)
  - Universal Module Extender

### Serie SD 40/80
I computer analogici della serie SD 40/80, prodotti nel 1965, erano costruiti completamente con transistor e funzionavano in un intervallo di calcolo di ± 100 v. La configurazione generale era una struttura a scrivania, precablata, con la Problem Board removibile, elementi di calcolo modulari, comandi mobili e potenziometri. L'intera serie fu progettata per risolvere equazioni differenziali ordinarie e parziali (tipiche di ingegneria, progettazione). I computer appartenenti a questa serie includevano circuiti di controllo per il programma operativo, un sistema memorizzabile di set-up del programma, e una progettazione completamente a prova di corto circuito che proteggeva sia i componenti di calcolo che l'alimentazione.
I due modelli della serie (SD 40 e SD 80) avevano una struttura identica e differivano solo per il numero di moduli e elementi di calcolo. Il modello SD 40, in configurazione base, aveva un prezzo di listino di 8.585 $, mentre quello del più completo SD 80 era di 10.500 $. Ovviamente se venivano venduti con tutte le altre schede e dispositivi di espansione si arrivava rispettivamente a circa 30.000 $ e 60.000 $.
La serie SD 40/80 poteva essere configurata con i seguenti moduli a scelta:
- GRUPPO POTENZIOMETRI:
  - modello 3370 - Pot panel, 20 ten-turn wire-wound pots with counting dials
- GENERATORI DI FUNZIONE:
  - modello 3350 - Function Card Receptacle
  - modello 3351 - Variable Diode Function Generator card
  - modello 3341 - Function Generator Setup Unit
- MODULI DI CALCOLO:
  - modello 3320 - Dual Integrator Amplifier
  - modello 3321 - Dual Summer Amplifier
  - modello 3322 - Dual Inverter Amplifier and Dual Operational Relay
  - modello 3323 - Dual Inverter Amplifier and Dual Electronic Multiplier
  - modello 3324 - Dual Inverter Amplifier and Quad Electronic Switch
  - modello 3325 - Quad Summer
- MODULI DI CONTROLLO DIGITALI:
  - modello 3326 - Flip-Flops modello 3327 - Logic Gates
  - modello 3328 - Time/Event Control
- ACCESSORI VARI:
  - Removable Problem Board
  - Patch Cord and Shunt Plug Assortment (200 items)
  - Four-place Digital Voltmeter
  - Universal Module Extender